# Voo TWA 903
O Voo TWA 903 era uma linha aérea intercontinental da TWA e ligava a Ásia, Europa e América. No dia 31 de agosto de 1950, um Lockheed 749 Constellation que realizava essa rota cairia no deserto próximo do Cairo, matando todos os seus 55 ocupantes. Uma das vítimas era o matemático indiano Subbayya Sivasankaranarayana Pillai.

## Aeronave
No final dos anos 1930, a TWA disputava o acirrado mercado americano com a Pan American. Por conta de problemas financeiros, a TWA não conseguiu fianciar a operação do Boeing 307, vendendo suas aeronaves. Assim, a companhia aérea iniciou contato com a Lockheed e a Douglas. Enquanto o projeto com a Douglas (DC-4E) não foi adiante, a aeronave projetada pela Lockheed seguiu seu desenvolvimento, voando em 9 de janeiro de 1943, sendo batizada de Constellation. Com a entrada dos Estados Unidos na Segunda Guerra Mundial, os primeiros Constellation foram requisitados para o transporte de tropas. Após o final do conflito, as aeronaves foram devolvidas para a TWA. O Constellation seria vendido para dezenas de companhias aéreas em todo o mundo. Com a era do jato, no final dos anos 1950, o Constellation perderia espaço até ser aposentado no final dos anos 1970.
A TWA iria adquirir 40 Constellation, de diversos tipo, sendo que as primeiras aeronaves entrariam em serviço em 1946. Por conta de sua grande autonomia, o L-749 foi empregado em rotas intercontinentais. Com a chegada da era do jato, a TWA iria retirar o Constellation de sua frota progressivamente até 1967, quando a última aeronave seria retirada de serviço.
A aeronave destruída no acidente foi fabricada em 1950 e recebeu o número de construção 2636. Ao ser recebido pela TWA, foi registrado N6004C e batizado Star of Maryland. Até o momento do acidente tinha apenas 1100 horas de voo.

## Acidente
O Voo 903 transcorria seu curso normalmente, após ter se iniciado em Bombaim. Com destino a Nova Iorque e escalas em Dhahran, Baçorá, Telavive, Cairo, Roma, Zurique, Paris e Londres, o Lockheed Constellation voava rumo ao Cairo sua primeira escala, alcançada na noite de 30 de agosto. Após ser reabastecido, trocar sua tripulação e receber passageiros com destino a Europa e Estados Unidos, o Constellation decolou às 23h35 min (hora local) rumo a Roma.
Quando o quadrimotor voava em velocidade de cruzeiro a 14500 pés, o motor número 3 se incendiou, obrigando a tripulação a retornar para o Cairo, onde tencionava realizar um pouso de emergência. A aeronave sobrevoava o deserto a cerca de 100 km a noroeste do Cairo quando o motor n.º 3 em chamas se separaria da asa. Enfraquecida, a asa direita da aeronave ameaçava se partir em duas partes. Assim, a tripulação anunciou que tentaria realizar um pouso de emergência em pleno deserto. Durante a tentativa de pouso na madrugada do dia 31 de agosto, a aeronave bateu numa estrada de ferro e explodiu, matando o os seus 48 passageiros e 4 tripulantes.
Os destroços seriam avistados por outra aeronave da TWA que voava do Cairo para Atenas. O local da queda, de difícil acesso, foi atingido após um DC-3 da TWA pousar em uma aldeia próxima, onde as equipes de resgate foram guiadas por um beduíno e funcionários da estrada de ferro atingida pela aeronave. Embarcaram no voo 903 passageiros de uma dúzia de nações, entre eles Aubrey William Schofield, executivo de uma empresa petrolífera, Dr. Everett Moore Baker, decano dos estudantes do Massachusetts Institute of Technology, Mr. Schofield, gerente da  Kuwait Oil Company e Maciej Nowicki, arquiteto renomado, um dos responsáveis pelos projetos da sede das Nações Unidas e da cidade indiana de Chandigarh. 

## Investigações

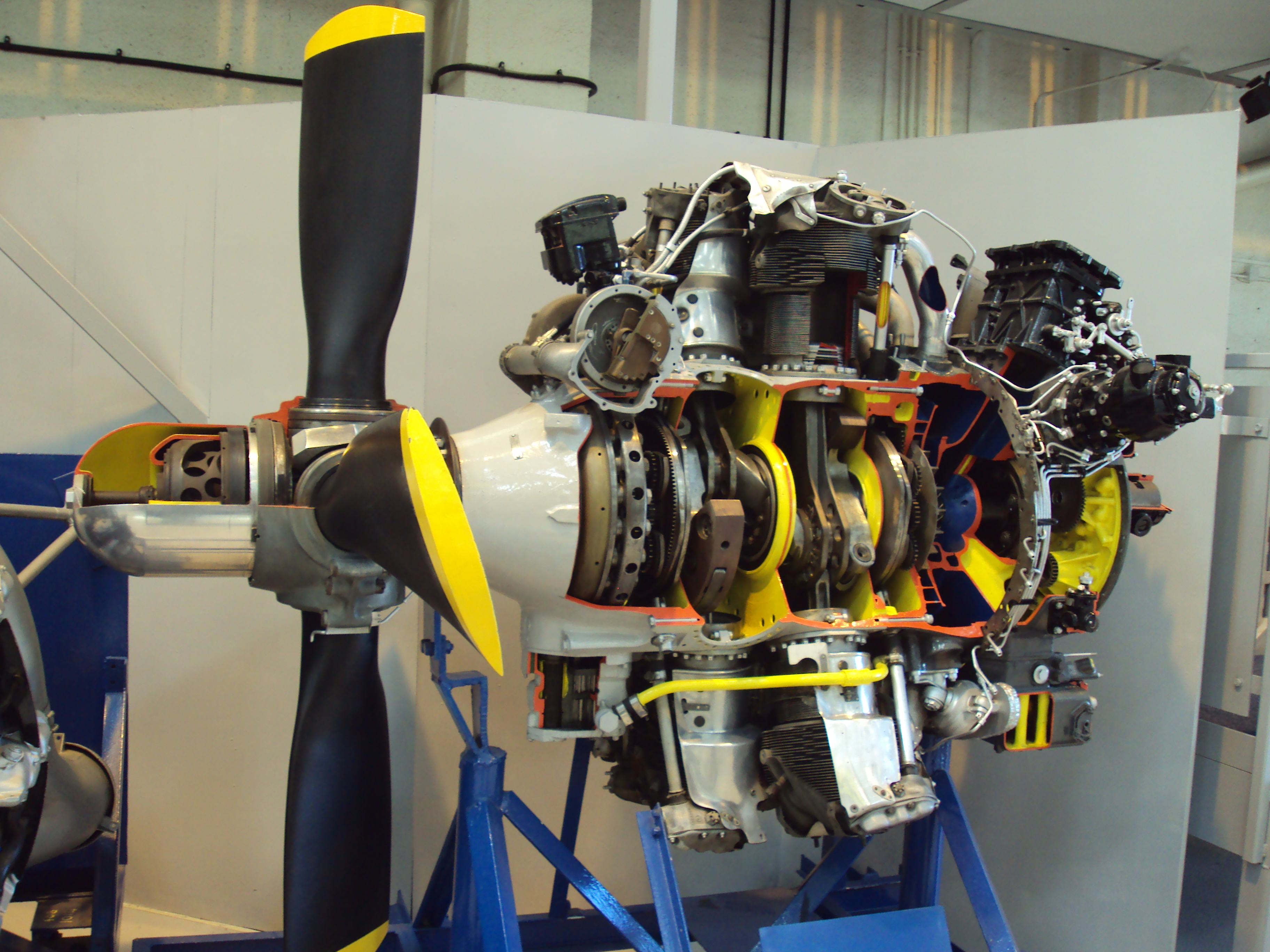
Vista de motor Wright R-3350-749C18BD-1 em corte. A falha no rolamento mestre causaria o desastre.

Os destroços do Constellation ficaram espalhados em uma área de 500 m. As equipes de investigação recolheram partes da aeronave e após uma análise dos restos dos motores, descobririam que uma falha no rolamento mestre do eixo do motor número 3 causou um superaquecimento e consequente travamento do eixo. Em consequência disso, cilindros e bielas seriam destruídos e o óleo do motor vazaria sobre as peças superaquecidas, incendiando-se. O incêndio que lavrava no compartimento do motor danificou dutos de combustível, cortando a alimentação do motor número 4. Incontrolável, o incêndio destruiu a estrutura da gôndola do motor, fazendo o mesmo se desprender da asa direita, que ficaria enfraquecida.
Assim, um pouso de emergência era necessário. Durante a tentativa de pouso, o Constellation acabaria pousando nas margens de uma ferrovia. Ao cruzar os trilhos, a aeronave destruiu seus trens de pouso e explodiu, espalhando destroços numa área de 500 m.